# Dalo
Dalo ist sowohl eine Gemeinde (französisch commune rurale) als auch ein dasselbe Gebiet umfassendes Departement im westafrikanischen Staat Burkina Faso, in der Region Centre-Ouest und der Provinz Ziro. Die Gemeinde hat in 7 Dörfern 10.980 Einwohner.